# I-31
L'I-31 (イ-31?) era un sommergibile portaerei della Marina imperiale giapponese, appartenente alla classe I-15.

## Storia
Dopo il completamento, l'I-31 fu affidato alla Divisione 15 della Sesta Flotta, agli ordini del capitano di corvetta Kikuo Inoue.
Il 15 agosto fece rotta verso la zona sud-est delle Isole Salomone, assieme ai sommergibili I-9, I-15, I-17, I-19, I-26 e I-33. Il 25 agosto, a circa 300 km a sud-est di Makira, avvistò alcune navi statunitensi, ma non fu in grado di attaccarle.
Da fine agosto ad ottobre del 1942 effettuò pattugliamenti nelle acque di Guadalcanal, con alcune soste nelle basi navali di Chuuk e Rabaul.
Dopo alcune missioni di ricognizione su Vanikoro e Suva, effettuate dall'idrovolante Yokosuka E14Y imbarcato sull'I-31, il 25 novembre il sommergibile partì per portare rifornimenti a Guadalcanl.
Il 25 febbraio 1943, dopo alcune riparazioni nella base navale dell'Atollo di Kure, partì per una nuova consegna di rifornimenti ad Attu e Kiska, nelle Isole Aleutine.
Il aprile 1943 si unì ad uno squadrone di sommergibili della Quinta Flotta, ai comandi del retroammiraglio Kouta Takero, assieme all'I-2, l'I-7, l'I-34, l'I-35, l'I-168, l'I-169 e l'I-171.
L'11 maggio 1943 l'I-31 era in navigazione per portare rifornimenti alle guarnigioni giapponesi sulle Isole Aleutine, quando si imbatté nelle navi statunitensi della Task Force 16 e Task Force 51, che stavano per dare il via all'Operazione landcrab, l'invasione dell'Isola di Attu.
Il sommergibile giapponese decise di attaccare le navi nemiche, lanciando un siluro contro la corazzata Pennsylvania. Un PBY Catalina in pattugliamento ne individuò la scia e, mentre avvertiva via radio la Pennsylvania, sganciò una bomba fumogena sul punto da dove presumibilmente era stato lanciato il siluro. Il comandante della Pennsylvania, il capitano William A. Corn, riuscì ordinando una manovra di evasione a schivare il siluro, che sfiorò la poppa della corazzata.

### L'affondamento
I cacciatorpediniere che scortavano la Pennsylvania iniziarono a dare la caccia all'I-31.
La Phelps lo individuò col suo sonar, ma dopo due lanci di cariche di profondità perse il contatto.
L'I-31 fu infine agganciato dai sonar della Edwards e della Farragut, che continuarono ad inseguirlo ed attaccarlo con cariche di profondità per circa 10 ore.
Il sommergibile riuscì a scappare, ma riportò danni severi. Il 13 maggio, a circa 9 km a sud-est di Chigaof Harbor, l'I-31 fu costretto ad emergere e fu attaccato con colpi d'artiglieria dalla Frazier.
Gli osservatori della nave statunitense notarono una chiazza di gasolio emergere in superficie, che si espanse per circa 13 km².
Il 14 maggio fu supposto il definitivo affondamento dell'I-31, probabilmente senza alcun superstite.
Fu radiato d'ufficio il 1º agosto 1943.